# Алиготе
Алиготе́ (на френски: Aligoté) е винен сорт грозде от Бургундия, Франция, който се отглежда там от повече от 300 години.
Съгласно ДНК анализ е получен чрез кръстосване на сортовете Пино ноар и Gouais Blanc. Освен във Франция е разпространен широко и в Източна Европа – в Румъния, Русия, Украйна, Молдова, Грузия и България. В България е райониран.
Известен е и с наименованията: Мухранули, План гри (Plant Gris – сиво растение), Грисе блан, Troyen Blanc.
Среднозреещ сорт: узрява през първата половина на септември. Има силен растеж, висока плодовитост и висок добив. При дълга резитба дава по около 3,5 кг грозде на лоза. Развива се добре в по-хладни райони на леки, свежи, богати почви на хълмисти и проветриви терени. Склонен е към изресяване и милерандаж, не е устойчив на пероноспора и оидиум и гроздето лесно се напада от сиво гниене. Устойчив на ниски зимни температури, но не и на суша. Афинитетът му с подложките е добър.
Гроздът е средно голям, почти цилиндричен, с едно крило, сбит. Зърната са дребни, овални, зеленикавожълти, с дребни редки точици и ръждив оттенък при пряко огряване от слънцето, покрити с изобилен восъчен налеп. Месото е сочно, с хармоничен вкус. Кожицата е тънка, жилава.
Алиготе е ценен бял винен сорт. От гроздето му се приготвят висококачествени бели трапезни и пенливи вина и конячен виноматериал. Вината се отличават със светлосламест цвят, лекота, свежест, хармоничен вкус и нежен букет. Използва се предимно в купажи и значително по-рядко самостоятелно. В миналото от този сорт в България са се произвеждали значителни количества десетни вина. Вината от този сорт нямат добър потенциал за отлежаване. Алиготе е основен сорт на провинция Бургундия във Франция, където от него се произвеждат известните бели бургундски вина: Bourgogne Aligote AC или Bourgogne Aligote de Bouzeron AC, когато са направени в селището Bouzeron.